# Élections législatives françaises de 1997
Les élections législatives françaises de 1997 pourvoient les mandats de la XIe législature de la Cinquième République. Elles ont lieu le 25 mai et le 1er juin 1997, soit un an avant le terme de la précédente mandature, en raison de la dissolution de l'Assemblée nationale décidée en avril 1997 par le président de la République, Jacques Chirac.
Alors que la droite (RPR-UDF) était initialement donnée en tête des intentions de vote, les élections aboutissent à la victoire de la coalition de gauche plurielle (PS, PCF, LV, MDC, PRS) et à une nouvelle période de cohabitation en France. Le premier secrétaire du PS, Lionel Jospin, est alors nommé à la tête d'un gouvernement de coalition (gouvernement Lionel Jospin), inaugurant ainsi la troisième cohabitation (1997-2002).

## Contexte politique
Deux ans après son élection à la présidence de la République et tandis que la majorité parlementaire soutenant le gouvernement Alain Juppé est écrasante — mais non dénuée de divisions — Jacques Chirac est conscient que la rentrée sociale s'annonce  particulièrement agitée à l'automne 1997, que les élections européennes de 1999 se révèlent cruciales, l'Europe devant se mettre d'accord sur la liste des pays devant participer au lancement de la monnaie unique. Dans ce contexte, le gouvernement doit absolument respecter les critères de convergence imposés par le traité de Maastricht mais la faible croissance laisse peu d'espoir dans ce domaine.
François Léotard, le président de l'UDF, souhaite que Chirac appuie sur un des « trois boutons : dissolution, remaniement, référendum ». Un remaniement fut tenté en novembre 1995, mais Chirac refuse de se séparer de Juppé. En mars 1997, alors que des enquêtes d'opinion donnent sa majorité gagnante, Chirac se rallie à la première solution qui lui est conseillée par Dominique de Villepin. Plusieurs conseillers et proches lui déconseillent cette option, notamment Philippe Séguin et Pierre Mazeaud, qui lui aurait déclaré : « Tu ne vas quand même pas dissoudre. De Gaulle dissout quand les mecs sont dans la rue. Tu es un arbitre, article 5 ». Un an plus tôt, Chirac avait affirmé que la dissolution n'était utile qu'en cas de crise politique.

Jacques Chirac estime en effet que les échéances à venir et les réformes en cours nécessitent : 

« Une majorité ressourcée et disposant du temps nécessaire à l'action. [...] Il faut, dès maintenant, aller plus loin sur le chemin des changements. Il faut que l'action politique monte en puissance pendant les cinq années qui viennent. Pour réussir, la France a besoin d'un nouvel élan. Cet élan ne peut être donné que par l'adhésion, clairement exprimée, du peuple français »

— Déclaration télévisée, 21 avril 1997
Selon le chiraquien Jean-Louis Debré, la dissolution avait pour but de « renforcer l'autorité politique de Juppé, modérer les ardeurs contestataires de Séguin, contenir les ambitions clairement exprimées de Sarkozy et anéantir les ultimes prétentions de Balladur ».

## Campagne

### En vue du premier tour
Pour la majorité, l'allocution de Jacques Chirac ne produit pas l'effet escompté et dès les premiers jours de la campagne, un certain malaise s'installe entre les principaux chefs de la droite. Du côté de l'UDF, l'autorité de François Léotard est discutée par François Bayrou. Au RPR, Charles Pasqua et Bernard Pons peinent à masquer leur opposition stratégique à la dissolution. Enfin, Alain Madelin et Charles Pasqua montrent des divergences idéologiques alors même que le Président les a mandatés pour élaborer le projet politique de la majorité. 
Dans ce contexte, afin de marquer leur unité, le RPR et l'UDF s'installent dans un siège de campagne commun, avenue George V, depuis lequel sont dévoilés les grands axes programmatiques sous le slogan « Un élan partagé ». Pour autant, Alain Juppé n'entend pas voir discuter son rôle de chef de file et dirige la campagne avec ses équipes depuis Matignon.
Pour sa part, quelques mois avant la dissolution le MPF de Philippe de Villiers s'est allié au Centre national des indépendants et paysans dans une coalition appelée La Droite indépendante (LDI) qui présente 520 candidats (dont 430 issus du MPF et 90 du CNIP).
Contre toute attente, la gauche parvient à s'allier dans un principe de désistement réciproques une fois passé le 25 mai et quelques accords unitaires sont même engagés dès le premier tour. Outre les socialistes, le PCF, Les Verts, le PRS et le Mouvement des citoyens de Jean-Pierre Chevènement acceptent l'idée que Lionel Jospin devienne Premier ministre en cas de victoire. C'est donc le projet socialiste qui est le plus scruté par la presse, sous le slogan « Changeons d'avenir ».
Au Front national, la campagne est axée sous l'idée du « Grand Changement ». Jean-Marie Le Pen moque la dissolution et prédit une débâcle pour « l'énorme et impuissante majorité ».
La campagne électorale se déroule sans thème dominant. La fébrilité et les divisions de la majorité s'accroissent au fil des jours. L'opposition de gauche craint cependant une défaite in extremis, à l'issue d'une campagne électorale de cinq semaines.

### De l'entre-deux tours
Les résultats du premier tour sont considérés comme une grande déconvenue pour la droite RPR-UDF. La plupart des analystes et plusieurs politiques prévoient dès lors une cohabitation. Jacques Chirac s'exprime à la télévision le 27 mai et annonce qu'il choisira un nouveau Premier ministre à la place d'Alain Juppé, qui pourtant porta la campagne de la majorité.
Dans les jours précédant le second tour, la majorité sortante écarte Alain Juppé de la campagne et met avant pour le ticket  Philippe Séguin et Alain Madelin, notamment lors d'un grand rassemblement à Chambéry, le 29 mai. L'association renouvelée de Séguin, gaulliste social, et de Madelin, libéral issu de l'UDF, suscite les critiques de la gauche (Lionel Jospin parlant d'« attelage baroque ») mais aussi le scepticisme de certains membres de l'UDF (notamment François Léotard et Raymond Barre),.
Le 29 mai, Jean-Marie Le Pen, dont le parti a qualifié 130 candidats pour le second tour et qui se maintient dans la plupart de ces circonscriptions, publie une liste de candidats de droite à faire battre au second tour (notamment Alain Juppé, Jean Tiberi et Jacques Toubon). Seul[réf. nécessaire] Jacques Toubon sera finalement défait le 1er juin.

## Sondages
La plupart des sondages réalisés entre l’annonce de la dissolution de l’Assemblée nationale et le premier tour donnent le bloc de droite légèrement devancé en nombre de voix au premier tour, mais nettement gagnant en sièges au second. Mais durant l’entre-deux-tours, la gauche plurielle passe également en tête en nombre d’élus.
| Intentions de votes |                                       |
| Entre l'annonce de la dissolution et le premier tour de scrutin                                                             | Pendant la Xe législature (1993–1997) |
| |                                       |
| - Gauche plurielle (PS, PCF, Les Verts, Divers gauche) - Majorité présidentielle (RPR, UDF, Divers droite) - Front national |                                       |

## Résultats

### Résultat de la gauche meilleurs que prévu par les sondages
Avec 43,1  % des voix au premier tour, la gauche plurielle devance la majorité présidentielle (36,5 %) et le Front national (14,9 %), créant la surprise car les sondages donnaient à la droite une majorité en sièges jusqu'au jour du 1er tour, malgré un coude-à-coude avec la gauche. 

### Maintien du FN dans 76 élections triangulaires
Arbitre du second tour, le FN maintient ses candidats dans 76 circonscriptions, contribuant dans les triangulaires à la défaite de la droite parlementaire.

### Au niveau national
|                                                                 |                                    |                          |                          |                           |                           |        |               |
|                                                                 |                                    | Premier tour 25 mai 1997 | Premier tour 25 mai 1997 | Second tour 1er juin 1997 | Second tour 1er juin 1997 |        |               |
|                                                                 |                                    |                          |                          |                           |                           |        |               |
|                                                                 |                                    | Nombre                   | % des inscrits           | Nombre                    | % des inscrits            |        |               |
| Inscrits                                                        | Inscrits                           | 39 217 241               | 100,00                   | 38 487 205                | 100,00                    |        |               |
| Abstentions                                                     | Abstentions                        | 12 581 299               | 32,08                    | 11 133 207                | 28,92                     |        |               |
| Votants                                                         | Votants                            | 26 635 942               | 67,92                    | 27 353 998                | 71,08                     |        |               |
|                                                                 |                                    |                          | % des votants            |                           | % des votants             |        |               |
| Bulletins blancs et nuls                                        | Bulletins blancs et nuls           | 1 301 456                | 4,9                      | 1 727 669                 | 6,3                       |        |               |
| Suffrages exprimés                                              | Suffrages exprimés                 | 25 334 486               | 95,1                     | 25 626 329                | 93,7                      |        |               |
|                                                                 |                                    |                          |                          |                           |                           |        |               |
| Étiquette politique                                             | Étiquette politique                | Voix                     | % des exprimés           | Voix                      | % des exprimés            | Sièges | Évo.          |
|                                                                 |                                    |                          |                          |                           |                           |        |               |
|                                                                 | Parti socialiste                   | 5 961 612                | 23,53                    | 9 751 423                 | 38,05                     | 255    | 202           |
|                                                                 | Rassemblement pour la République   | 3 977 964                | 15,70                    | 5 846 717                 | 22,81                     | 139    | 103           |
|                                                                 | Front national                     | 3 785 383                | 14,94                    | 1 434 854                 | 5,59                      | 1      | en stagnation |
|                                                                 | Union pour la démocratie française | 3 601 279                | 14,21                    | 5 323 177                 | 20,77                     | 112    | 84            |
|                                                                 | Parti communiste français          | 2 519 281                | 9,94                     | 982 990                   | 3,83                      | 35     | 11            |
|                                                                 | Écologistes (dont Les Verts)       | 1 726 018                | 6,81                     | 414 871                   | 1,61                      | 7      | 6             |
|                                                                 | Divers droite                      | 1 671 626                | 6,60                     | 628 468                   | 2,45                      | 0      | en stagnation |
|                                                                 | Divers gauche (dont le MDC)        | 708 605                  | 2,80                     | 652 882                   | 2,54                      | 4      | 4             |
|                                                                 | Extrême gauche                     | 638 710                  | 2,52                     | 0                         | 0                         | 0      | en stagnation |
|                                                                 | Parti radical-socialiste           | 366 067                  | 1,44                     | 562 031                   | 2,19                      | 12     | 6             |
|                                                                 | Divers                             | 351 503                  | 1,39                     | 28 916                    | 0,11                      | 5      | en stagnation |
|                                                                 | Extrême droite                     | 26 438                   | 0,10                     | 0                         | 0                         | 0      | en stagnation |
| Source : Résultats publiés sur le site de l'Assemblée nationale |                                    |                          |                          |                           |                           |        |               |

## Composition de l'Assemblée nationale
Cette liste regroupe la composition de l'Assemblée nationale après le deuxième tour du 1er juin 1997. La composition a changé à la suite de législatives partielles ou de députés changeant de groupe. Courant 1998, 30 députés du groupe UDF quittent leur formation d'origine pour fonder le groupe Démocratie libérale et Indépendants (DLI).
| Groupe parlementaire               | Groupe parlementaire               | Groupe parlementaire                           | Députés                            | Députés                            | Députés | Président déclaré                                                                                |
| Groupe parlementaire               | Groupe parlementaire               | Groupe parlementaire                           | Membres                            | Apparentés                         | Total   | Président déclaré                                                                                |
| ---------------------------------- | ---------------------------------- | ---------------------------------------------- | ---------------------------------- | ---------------------------------- | ------- | ------------------------------------------------------------------------------------------------ |
|                                    | SRC                                | Socialiste, radical, citoyen                   | 242                                | 8                                  | 250     | Jean-Marc Ayrault                                                                                |
|                                    | RPR                                | Rassemblement pour la République               | 134                                | 6                                  | 140     | Philippe Séguin (1997), Jean-Louis Debré (1997-2002)                                             |
|                                    | UDF                                | Union pour la démocratie française (1997-1998) | 107                                | 6                                  | 113     | François Bayrou (1997-1998)                                                                      |
|                                    | UDF                                | Union pour la démocratie française (1998-2002) | 77                                 | 5                                  | 82      | Philippe Douste-Blazy (1998-2002)                                                                |
|                                    | DLI                                | Démocratie libérale (1998-2002)                | 30                                 | 0                                  | 30      | José Rossi (1998-2000), Jean-François Mattei (2000-2002), François d'Aubert (2002)               |
|                                    | COM                                | Communiste                                     | 34                                 | 2                                  | 36      | Alain Bocquet                                                                                    |
|                                    | RCV                                | Radical, citoyen et vert                       | 33                                 | 0                                  | 33      | Michel Crépeau (1997-1999), Roger-Gérard Schwartzenberg (1999-2000), Bernard Charles (2000-2002) |
|                                    |                                    |                                                |                                    |                                    |         |                                                                                                  |
| Total de députés membre de groupes | Total de députés membre de groupes | Total de députés membre de groupes             | Total de députés membre de groupes | Total de députés membre de groupes | 572     |                                                                                                  |
|                                    | Députés non-inscrits               | Députés non-inscrits                           | Députés non-inscrits               | Députés non-inscrits               | 5       |                                                                                                  |
|                                    |                                    |                                                |                                    |                                    |         |                                                                                                  |
| Total des sièges pourvus           | Total des sièges pourvus           | Total des sièges pourvus                       | Total des sièges pourvus           | Total des sièges pourvus           | 577     |                                                                                                  |

## Conséquences et suites
L'ampleur de la défaite de la majorité de droite au second tour surprend les analystes. Il s'agit de l’« une des plus grandes cagades que la science politique puisse offrir pour les cent prochaines années » selon le RPR Jean-François Probst. Beaucoup estiment que Dominique de Villepin a été l'initiateur de la dissolution, même si Jean-François Copé déclare qu’une grande partie des conseillers à l'Élysée étaient favorables à une telle décision.
Dans le cadre d’une troisième cohabitation, Lionel Jospin est nommé Premier ministre et conduit une majorité gouvernementale appelée « gauche plurielle », associant les socialistes, les communistes, le Mouvement des citoyens, Les Verts et le Parti radical-socialiste. Ce gouvernement reste en place de 1997 au lendemain de l'élection présidentielle de 2002, qui est marquée par l’élimination de Lionel Jospin dès le premier tour et par la réélection de Jacques Chirac face à Jean-Marie Le Pen.